# Arthroderma gypseum
Arthroderma gypseum är en svampart som först beskrevs av Nann., och fick sitt nu gällande namn av Weitzman, McGinnis, A.A. Padhye & Ajello 1986. Arthroderma gypseum ingår i släktet Arthroderma och familjen Arthrodermataceae.   Inga underarter finns listade i Catalogue of Life.